# 瀬戸宏
瀬戸 宏（せと ひろし、1952年9月 - ）は、日本の中国演劇研究者。摂南大学名誉教授。専門は中国現代文学演劇（特に中国話劇史）。早稲田大学博士（文学）。

## 人物
大阪府池田市生まれ。父親の勤務の関係で各地を転々とする。1971年、神奈川県立小田原高校卒業。1975年、早稲田大学第一文学部中国文学専修卒業。1982年、早稲田大学大学院文学研究科中国文学専攻博士課程単位取得退学。1979年から1980年まで香港中文大学亜州課程部へ留学。1981年から1982年まで早稲田大学社会科学部副手。1986年から1991年まで長崎総合科学大学工学部専任講師。1991年から2005年まで摂南大学国際言語文化学部助教授。2005年からは同大学外国語学部教授。2018年、同大学を定年退職し、名誉教授となった。
2003年、「中国話劇成立史研究」で早稲田大学博士（文学）。2006年、同書で日本演劇学会河竹賞を受賞。専門は中国現代文学演劇だが、中国近現代史や社会主義論、日本近現代演劇などの近接分野にも関心を有する。
2006年1月より個人研究サイト「電脳龍の会」を開き、自著・研究論文紹介の他、中国演劇を主とした学術資料の公開をおこなっている。また早大在学中に川口大三郎事件に遭遇したため、2014年4月より電脳龍の会の下位サイトとして川口大三郎君追悼資料室を開設し、関係資料収集・公開を続けている。
日本現代中国学会理事（1998-2018）・同理事長（2010-2012)、日本演劇学会理事（2012-2014、2016-2022）・同河竹賞選考委員長(2016-2022）、社会主義理論学会委員（2008-現在）・同共同代表（2018-現在）、ＡＩＣＴ国際演劇評論家協会日本センター関西支部事務局長（1993-2007）・同関西支部長（2013-2023）、NPO労働者運動資料室理事（2002年－現在）・同副理事長（2018-現在）などを担当。

## 著書
- 『中国の同時代演劇』（好文出版） 1991.1
- 『中国演劇の二十世紀 中国話劇史概況』（東方書店） 1999.4
- 『中国話劇成立史研究』（東方書店） 2005.2
  - 中国語版『中国話劇成立史研究』（陳凌虹訳、厦門大学出版社） 2015.10
- 『中国のシェイクスピア』（松本工房） 2016.2
  - 中国語版『莎士比亜在中国 中国人的莎劇接受史』（陳凌虹訳、広東人民出版社） 2017.1
- 『中国の現代演劇 中国話劇史概況』（東方書店） 2018.9

### 共編著
- 『阪神大震災は演劇を変えるか』（内田洋一, 九鬼葉子共編、晩成書房） 1995.12
- 『文明戯研究文献目録』（顧文勲, 飯塚容著、平林宣和共編、好文出版） 2007.2
- 『文明戯研究の現在 - 春柳社百年記念国際シンポジウム論文集』（飯塚容, 平林宣和, 松浦恆雄共編、東方書店） 2009.2
- 『《申報》掲載文明戯劇評』（顧文勲,盛竹雲共編校、好文出版） 2017.11

### 学術資料集
- 『上海の新宿梁山泊』（話劇人社） 1993.7
- 『南河内万歳一座中国を行く』（話劇人社） 1997.1
- 『民鳴社上演演目一覧』（翠書房） 2003.3
- 『資料・日本現代中国学会の60年』（日本現代中国学会） 2011.4

日本現代中国学会編だが、同書あとがきにあるように当時理事長の瀬戸宏が編集した。
- 『中国国家話劇院 [https://onedrive.live.com/?authkey=%21AGswlXovQ3vYlRM&cid=07F592FD3A68D870&id=7F592FD3A68D870%21249&parId=7F592FD3A68D870%21180&o=OneUp 『リチャード三世』東京公演ネット劇評集』（ネット私家版） 2019.5.
- 『新劇』総目次（第二版）　（ネット私家版） 2020.4.

## 翻訳
- 『中国現代戯曲集 第一集』（共訳、晩成書房） 1994.8 - 第二回湯浅芳子賞受賞

高行健「逃亡」（瀬戸宏訳）含む
- 『中国現代戯曲集 第三集』（共訳、晩成書房） 1994.8

高行健「非常信号」（内山鶉と共訳）含む
- 『現代中国短編集』（共訳、平凡社） 1998.3

高行健「逃亡」（瀬戸宏訳）を含む
- 『読んで演じたくなるゲキの本・小学生版』（共訳著、幻冬舎） 2006.6